# Venny
Venny è una serie tv del 2003 diretta da Pekka Ruohoranta e basata sulla vita della pittrice finlandese Venny Soldan-Brofeldt.